# Post- och Inrikes Tidningar

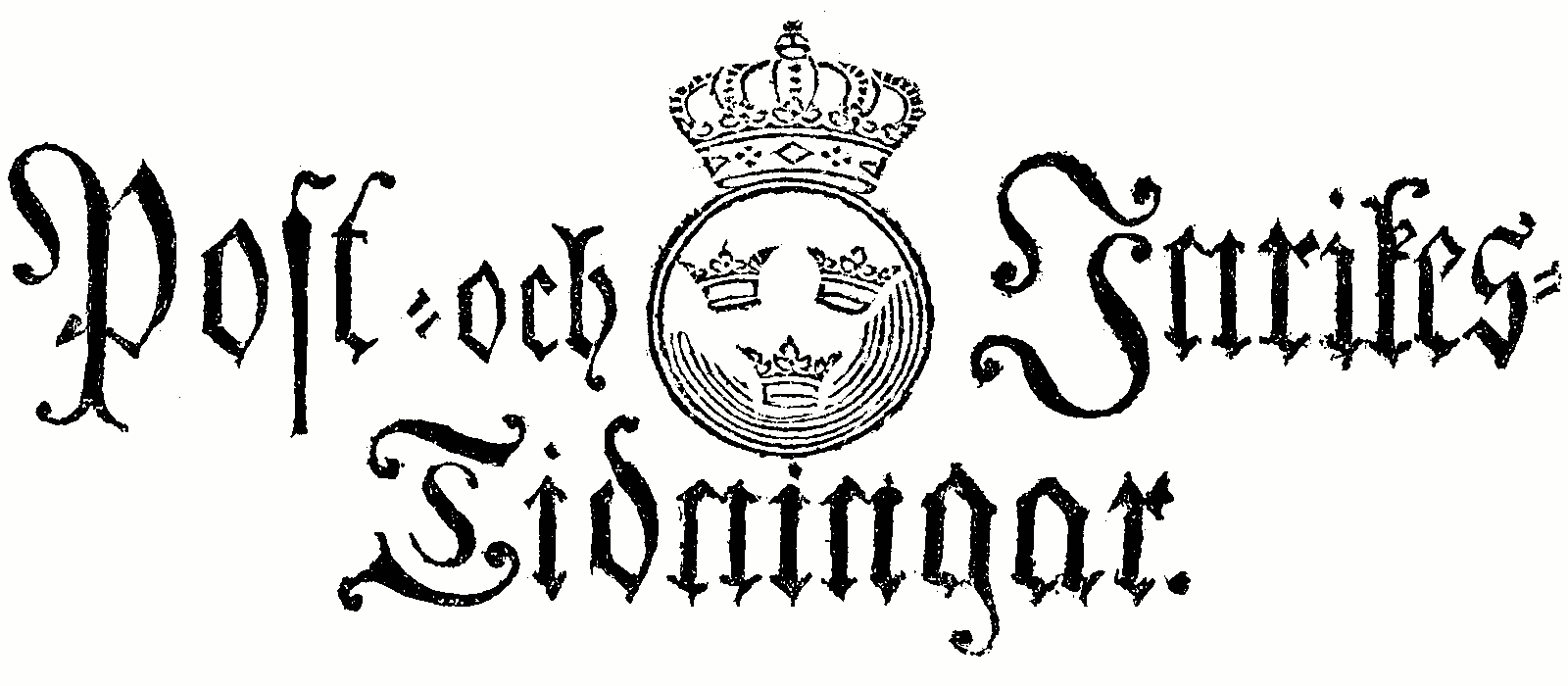
Logo

Post- och Inrikes Tidningar (PoIT, Post- und Inlands-Zeitungen) ist das offizielle staatliche schwedische Amtsblatt.
PoIT wurde im Jahr 1645 unter  Königin Christina und ihrem Kanzler Axel Oxenstierna gegründet und nennt sich selbst die älteste noch erscheinende Zeitung der Welt. Im Jahr 1791 beauftragte König Gustav III. seine neu eingerichtete Svenska Akademien mit der Herausgabe der Zeitung.
Die Jahrgänge 1645 bis 1721 wurden während des Projektes Tiden (etwa 2001) bei der Kungliga Biblioteket (Königliche Bibliothek) in Stockholm digitalisiert.
Mit dem 1. Januar 2007 stellte die Zeitung den Druck ein. Tägliche Onlineausgaben der Zeitung werden künftig nur noch auf den Internetseiten des Bolagsverkets, der schwedischen Firmenregistrierungsbehörde, veröffentlicht; lediglich für den Gebrauch an den Universitätsbibliotheken werden dann noch drei gedruckte Ausgaben hergestellt.